# 국도 제466호선 (일본)
국도 제466호선(国道466号)은 도쿄도 세타가야구에서 가나가와현 요코하마시를 서로 오가는 국도 노선이다. 그래서 이 도로는 제3 게이힌 도로이며, 도쿄도와 요코하마시를 이어주는 도시고속화도로이지만,  도메이 고속도로의 요코하마시의 시내 접근성이 열악한 상태에 이르자, 실제로 도쿄도와 요코하마시를 서로 오갈 때 보통 이용되고 있는 간선도로인 것을 감안하더라도 대한민국의 도로로 빗대면 거의 봉담과천로와 비슷한 위상을 가지고 있다.

## 주요 경유지
- 도쿄도 : 세타가야구
- 가나가와현 : 가와사키시 (다카쓰구 - 미야마에구) - 요코하마시 (쓰즈키구 - 고호쿠구 - 가나가와구 - 호도가야구)

## 비고
- 이 도로는 유료 도로로 취급하는 국도 노선이기도 하다. 그러나 기본적으로 50 ~ 100엔 정도를 통행해야 하게 되는 것으로 보이게 된다.

## 갤러리

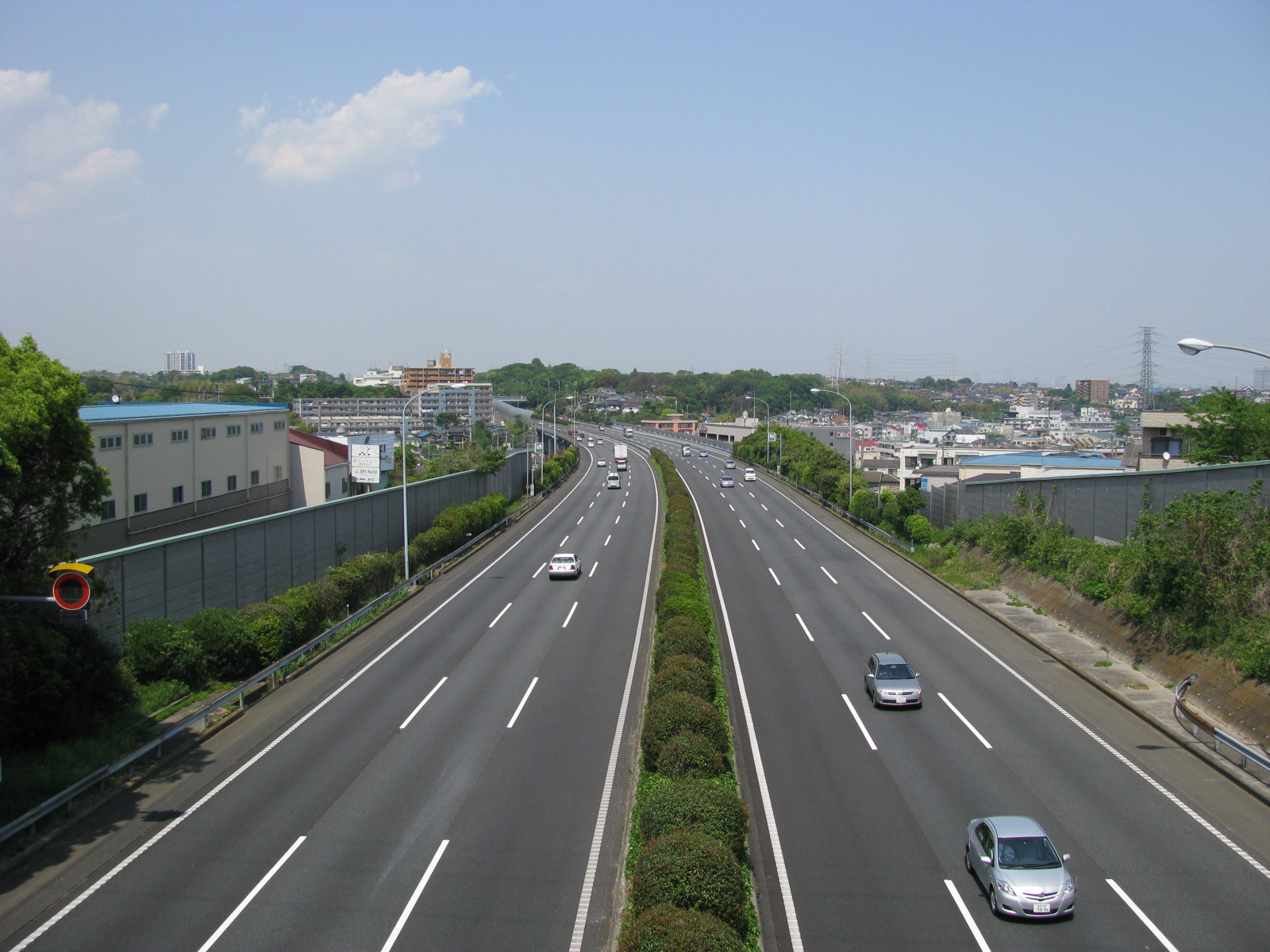
가와사키시 근처의 제3 게이힌 도로.
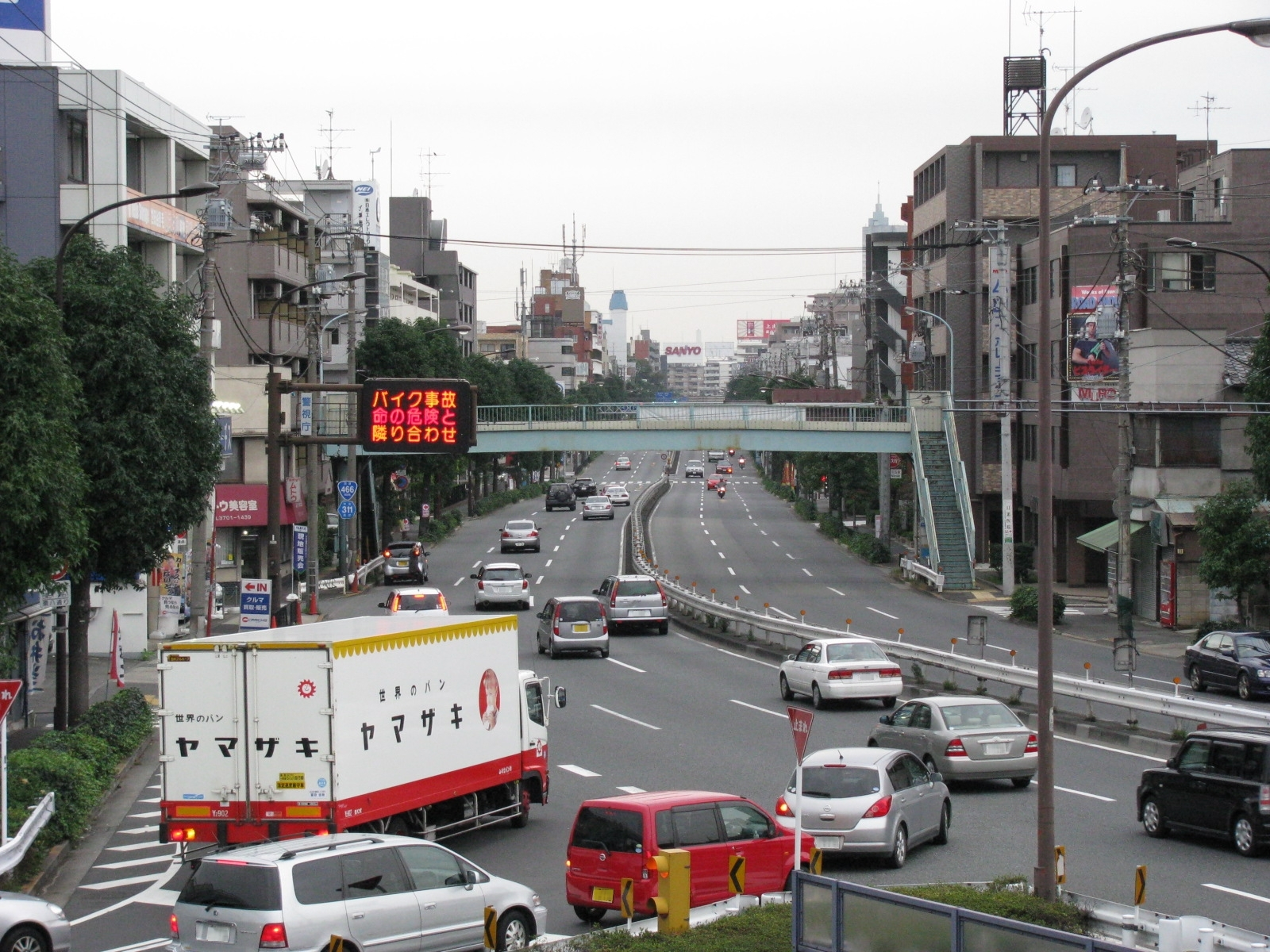
일본 466번 국도의 노선상 간파치도리 일대의 전경.